# Danilho Doekhi
Danilho Doekhi, né le 30 juin 1998 à Rotterdam aux Pays-Bas, est un footballeur néerlandais qui évolue actuellement au poste de défenseur central au Union Berlin.

## Biographie

### Débuts professionnels
Danilho Doekhi est formé à l'Excelsior Rotterdam, club qu'il rejoint en 2006. Le 6 mars 2016, il prend part à son premier match en professionnel, à l'occasion d'une rencontre d'Eredivisie contre l'AZ Alkmaar, un match perdu par son équipe sur le score de deux buts à zéro. Il rejoint ensuite l'Ajax Amsterdam, club avec lequel il s'engage le 2 mai 2016.

### Vitesse Arnhem
Le 4 juillet 2018 il s'engage avec le Vitesse Arnhem pour un contrat de quatre ans.
Lors de l'été 2021 plusieurs clubs s'intéressent à Doekhi, comme les Glasgow Rangers ou encore le Dinamo Zagreb, alors que son contrat se termine en juin 2022, mais il reste finalement au Vitesse.

### Union Berlin
Lors de l'été 2022, Danilho Doekhi rejoint le Union Berlin. Le transfert est annoncé le 16 mai 2022 et il signe un contrat courant jusqu'en juin 2025,.
Le 21 janvier 2023, Doekhi se fait remarquer en réalisant un doublé en championnat contre le TSG Hoffenheim. Ses deux buts, inscrits de la tête, permettent à son équipe de s'imposer par trois buts à un, et de se hisser à la troisième place du championnat à ce moment de la saison,.

### En sélection
Danilho Doekhi représente l'équipe des Pays-Bas des moins 18 ans pour un total de six matchs joués en 2015.
Danilho Doekhi joue son premier match avec l'équipe des Pays-Bas espoirs le 24 mars 2019, face aux États-Unis (0-0 score final).

## Vie personnelle
Il est le neveu de l'ancien footballeur international néerlandais Winston Bogarde. Il est également le cousins de deux autres footballeurs, Melayro Bogarde et Lamare Bogarde.

## Statistiques
Le tableau ci-dessous retrace la carrière de Danilho Doekhi depuis ses débuts :

### En club
| Saison                | Club                  | Championnat           | Championnat | Championnat | Coupe(s) nationale(s) | Coupe(s) nationale(s) | Compétition(s) continentale(s) | Compétition(s) continentale(s) | Compétition(s) continentale(s) | Playoffs | Playoffs | Total | Total |
| Saison                | Club                  | Division              | M.          | B.          | M.                    | B.                    | Comp.                          | M.                             | B.                             | M.       | B.       | M.    | B.    |
| 2015-2016             | Excelsior Rotterdam   | Eredivisie            | 1           | 0           | -                     | -                     | -                              | -                              | -                              | -        | -        | 1     | 0     |
| Sous-total            | Sous-total            | Sous-total            | 1           | 0           | 0                     | 0                     | -                              | 0                              | 0                              | 0        | 0        | 1     | 0     |
| 2016-2017             | Jong Ajax (prêt)      | Eerste Divisie        | 2           | 0           | -                     | -                     | -                              | -                              | -                              | -        | -        | 2     | 0     |
| 2017-2018             | Jong Ajax (prêt)      | Eerste Divisie        | 33          | 0           | -                     | -                     | -                              | -                              | -                              | -        | -        | 33    | 0     |
| Sous-total            | Sous-total            | Sous-total            | 35          | 0           | 0                     | 0                     | -                              | 0                              | 0                              | 0        | 0        | 35    | 0     |
| 2018-2019             | Vitesse Arnhem        | Eredivisie            | 20          | 0           | 3                     | 0                     | -                              | -                              | -                              | 4        | 0        | 27    | 0     |
| 2019-2020             | Vitesse Arnhem        | Eredivisie            | 26          | 0           | 4                     | 0                     | -                              | -                              | -                              | -        | -        | 30    | 0     |
| 2020-2021             | Vitesse Arnhem        | Eredivisie            | 32          | 1           | 5                     | 0                     | -                              | -                              | -                              | -        | -        | 37    | 1     |
| 2021-2022             | Vitesse Arnhem        | Eredivisie            | 29          | 3           | 2                     | 0                     | C4                             | 11                             | 1                              | 4        | 0        | 46    | 4     |
| Sous-total            | Sous-total            | Sous-total            | 107         | 4           | 14                    | 0                     | -                              | 11                             | 0                              | 8        | 0        | 140   | 4     |
| 2022-2023             | Union Berlin          | Bundesliga            | 25          | 5           | 3                     | 0                     | C3                             | 8                              | 1                              | -        | -        | 36    | 6     |
| 2023-2024             | Union Berlin          | Bundesliga            | 11          | 2           | 1                     | 0                     | C1                             | 3                              | 0                              | -        | -        | 15    | 2     |
| Sous-total            | Sous-total            | Sous-total            | 37          | 7           | 4                     | 0                     | -                              | 11                             | 1                              | 0        | 0        | 52    | 8     |
| Total sur la carrière | Total sur la carrière | Total sur la carrière | 180         | 11          | 18                    | 0                     | -                              | 22                             | 2                              | 8        | 0        | 228   | 13    |